# El azote
 El azote  es una película de Argentina filmada en colores dirigida por José Celestino Campusano sobre su propio guion que se estrenó el 5 de julio de 2018 y que tuvo como actores principales a Kiran Sharbis y Nadia Fleitas.

## Producción
José Celestino Campusano creó el personaje y la historia de este filme, después de charlar largamente con la gente de Bariloche y, en particular con un asistente social que soportó hasta donde pudo; después filmó, como es su costumbre, con equipo básico, algunos actores vocacionales y otros directamente sin experiencia.

## Sinopsis
Un exmúsico de heavy metal que trabaja como asistente social en un centro asistencial para menores judicializados, cerca de Bariloche  debe afrontar a la ruptura de su pareja motivada por sus frecuentes amoríos y el cuidado de su madre imposibilitada, al mismo tiempo que sus problemas en el trabajo ocasionados por la llegada de dos nuevos menores al centro asistencial.

## Reparto
Participaron del filme los siguientes intérpretes:
- Kiran Sharbis...Carlos
- Nadia Fleitas...Alicia
- Facundo Sáenz Sañudo...Emiliano
- Ana María Conejeros...Madre de Carlos
- Federico Martin Romero...Luis

## Comentarios
Paraná Sendrós en Ámbito Financiero opinó:

”… un asistente social enfrentado a sus superiores, sus compañeros (empleados públicos de lo peor), la policía y los propios menores a su cargo, chicos judicializados que sólo conocen un camino para transitar por la vida…no es un cine bien pulido… No es refinado, no tiene un taller previo de actores como suele pedirse, y ciertos diálogos, ciertas frases admonitorias, curiosamente no parecen del todo naturales. Pero… la misma sensación se tiene ante unas cuantas páginas de Roberto Arlt, o del Grupo de Boedo, y eso no les resta mérito. Lo que muestra el autor en este caso, la contundencia con que lo muestra, la garra que le pone a su denuncia, eso es lo que importa.”

Alejandro Lingeri en La Nación escribió:

”El cine de este prolífico director progresó notoriamente en términos de puesta en escena, pero también se cargó de un tono sentencioso y moralizante que transforma a los personajes en meros vehículos de sus ideas sobre el mundo, muchas veces de una evidente solemnidad.”

Pablo O. Scholz dijo en Clarín:

”… en El azote confluyen la denuncia, la corrupción, la droga y el maltrato…las reflexiones, casi como sermones. Los protagonistas hablando, que parecen recitar más que decir las líneas del guión, pueden descolocar al espectador no habituado.”

## Premios
Festival Internacional de Cine de Mar del Plata  2017
- Ganadora del Premio a la Mejor Película en la competencia argentina.